# エチオピア航空961便ハイジャック墜落事件

ET961の座席表

エチオピア航空961便ハイジャック事件（エチオピアこうくう961びんハイジャックじけん、英語: Ethiopian Airlines Flight 961）は、1996年に発生したハイジャック事件である。
犯人がハイジャックした機体では不可能なオーストラリア行きを要求したため、燃料切れを起こし海上に墜落する惨事となった。

## 事件の概要

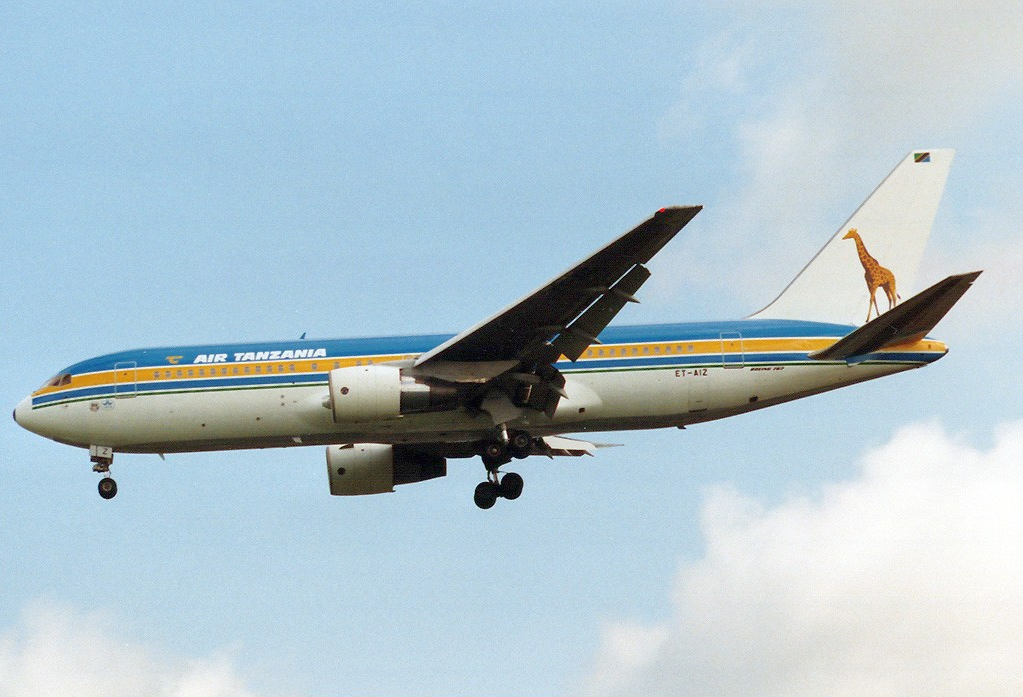
エア・タンザニア機として飛んでいたころの事故機(1991年、ガトウィック空港にて撮影)

1996年11月23日、エチオピアの首都アディスアベバ発コートジボワール・アビジャン行きとして運行中のエチオピア航空961便（ボーイング767-200ER、機体記号ET-AIZ）が、離陸から20分後に「爆弾（と称される物）」を所持する3人の犯人によってハイジャックされた。961便機長（当時42歳）は、エチオピア航空の中で最も経験豊かなパイロットの一人で、本件以前にも二度ハイジャックを経験している。
犯人たちは副操縦士に怪我を負わせコックピットを占拠し、副操縦士は通路側の犯人に客席へと追い出されてコックピットは機長と犯人の2名だけとなった。犯人はオーストラリア行きを要求したが、961便はケニアのナイロビなどを経由する予定であったため、オーストラリアまで行くために必要な量の燃料を搭載していなかった。しかし、犯人たちはボーイング767の最大航続距離ならばオーストラリアまで行けると主張し、燃料を搭載していないという機長の意見を嘘と決め付けた。ナイロビに燃料補給のために着陸させて欲しいという機長の提案も拒否されたため、物理的に不可能なインド洋の横断に挑まざるを得なくなった。
機長は状況を打破すべく管制官と犯人たちを無線で会話させたが、効果がなかった。そこで、犯人らの隙を見計らって乗客達にそれとなく蜂起するよう呼びかけた。偶然乗り合わせていたケニアの写真家モハメド・アミンがこれに応じ、他の乗客達に呼びかけて一部の乗客と客室乗務員が立ち上がり、犯人たちに抵抗しようとしていた。

### 不時着
燃料が切れた961便は、インド洋に浮かぶ島国コモロの空港に着陸しようとしたが、エンジンは停止したため、グライダー状態で高度を落としながら航行した。機長は一度は空港を確認したものの、犯人と争った際に位置を見失い、そのため海上に不時着水せざるを得なくなった。数分後、アミンの協力によって副操縦士がコックピットに戻って来たが、機体はラムエア・タービンが起動していたものの一部の油圧システムが動かず、高揚力装置の一部が作動しなかった。そのため機体は175ノット以上（毎時324キロ以上）で着水する必要があったが、高度と速度の調整が間に合わなかったため10度ほど左にバンクした状態で着水した。
機体が傾いたまま海面に突っ込んだこととエンジンが翼の下に付いていたことにより衝撃が瞬間的に加わり、機体は4つに分解して機内に海水が流入した。また、不時着水前に機内放送が行われたが、パニック状態の乗客が着水前に救命胴衣を膨らませたことが脱出の妨げとなり死者を増やすこととなった。961便の機体はバラバラになった後、機体後部以外の胴体部分が急速に沈没した。
961便の着水に際し、近くの海水浴場に多くの目撃者がいた。墜落の場面は観光客のビデオカメラに収められている。すぐさま救助活動が始まったが、乗客乗員175名のうち123名が死亡し、機長・副操縦士を含む52名が負傷した。アミンや犯人たちもこの際に死亡した。

### 事件の真相
事件後、犯人たちの目的について調査されたが、政治的な動機や何らかの組織との繋がりなどは一切見出すことができず、犯人たちも死亡したため目的は謎となった。機長との会話で、犯人グループが秘密警察に拘束され拷問を受けていたこと、オーストラリアに支援者がいると話していたとの情報もあって、亡命しようとしたという説が有力視されている。
また、2015年1月7日に日本テレビ系列で放送された『ザ!世界仰天ニュース』では、犯人たちは高校を卒業後、就職もせずあてのない生活をしており、オーストラリアで楽しく生活するという浅はかな動機でこのハイジャックを計画していたこと、その後の捜査により犯人たちが持ち込んだ爆弾が偽物であったことが判明したと説明されている。

## 乗客・乗員
乗客の内訳
| 国籍             | 乗客 | 生存者 |
| ---------------- | ---- | ------ |
| オーストリア     | 1    | 0      |
| ベルギー         | 1    | 0      |
| ベナン           | 2    | 0      |
| カメルーン       | 2    | 0      |
| カナダ           | 1    | 0      |
| チャド           | 1    | 0      |
| コンゴ共和国     | 5    | 2      |
| コートジボワール | 1    | 0      |
| ジブチ           | 2    | 2      |
| エジプト         | 1    | 0      |
| エチオピア       | 19   | 3      |
| フランス         | 4    | 2      |
| ドイツ           | 1    | 0      |
| ハンガリー       | 1    | 0      |
| インド           | 20   | 6      |
| イスラエル       | 8    | 1      |
| イタリア         | 4    | 4      |
| 日本             | 2    | 1      |
| ケニア           | 14   | 6      |
| 韓国             | 1    | 0      |
| レソト           | 1    | 1      |
| リベリア         | 2    | 0      |
| マリ             | 12   | 3      |
| ナイジェリア     | 23   | 4      |
| パキスタン       | 1    | 0      |
| シエラレオネ     | 1    | 0      |
| ソマリア         | 1    | 0      |
| スリランカ       | 9    | 0      |
| スウェーデン     | 2    | 0      |
| スイス           | 1    | 0      |
| ウガンダ         | 1    | 1      |
| ウクライナ       | 4    | 3      |
| イギリス         | 7    | 2      |
| アメリカ合衆国   | 5    | 3      |
| イエメン         | 1    | 0      |
| ザイール         | 1    | 0      |
| Total            | 163  | 44     |

乗員の内訳:
| 国籍       | 乗員 | 生存者 |
| ---------- | ---- | ------ |
| エチオピア | 12   | 6      |
| Total      | 12   | 6      |

## この事件を扱ったテレビ番組
- 『メーデー!:航空機事故の真実と真相』 第3シーズン第10話「AFRICAN HIJACK」
- 『実録世界のミステリー』（テレビ東京系列、2012年10月29日放送分）
- 『ザ!世界仰天ニュース[3]』（日本テレビ系列、2015年1月7日放送分）